# Tie-in

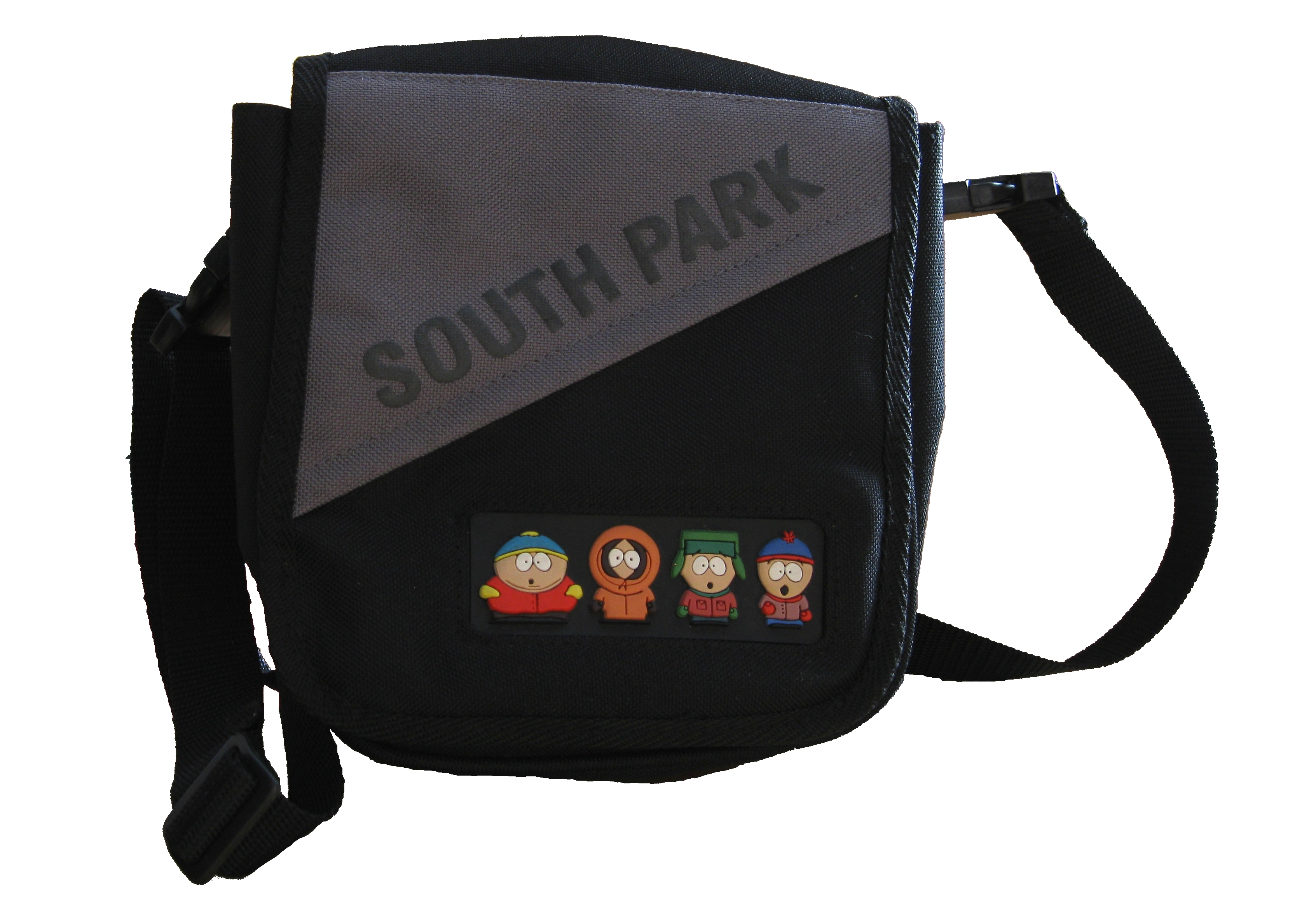
Uma bolsa, produto derivado da série de televisão, South Park.

Tie-in é uma obra de ficção ou outro produto baseado em uma propriedade de mídia, como um filme, jogo de vídeo, série de televisão, jogo de tabuleiro, web site, jogo de role-playing ou propriedade literária. Tie-ins são autorizados pelos donos da propriedade original, e são uma forma de promoção cruzada usada para gerar uma renda adicional de que a obra original e promover a sua visibilidade.